# 스팡겐헬름

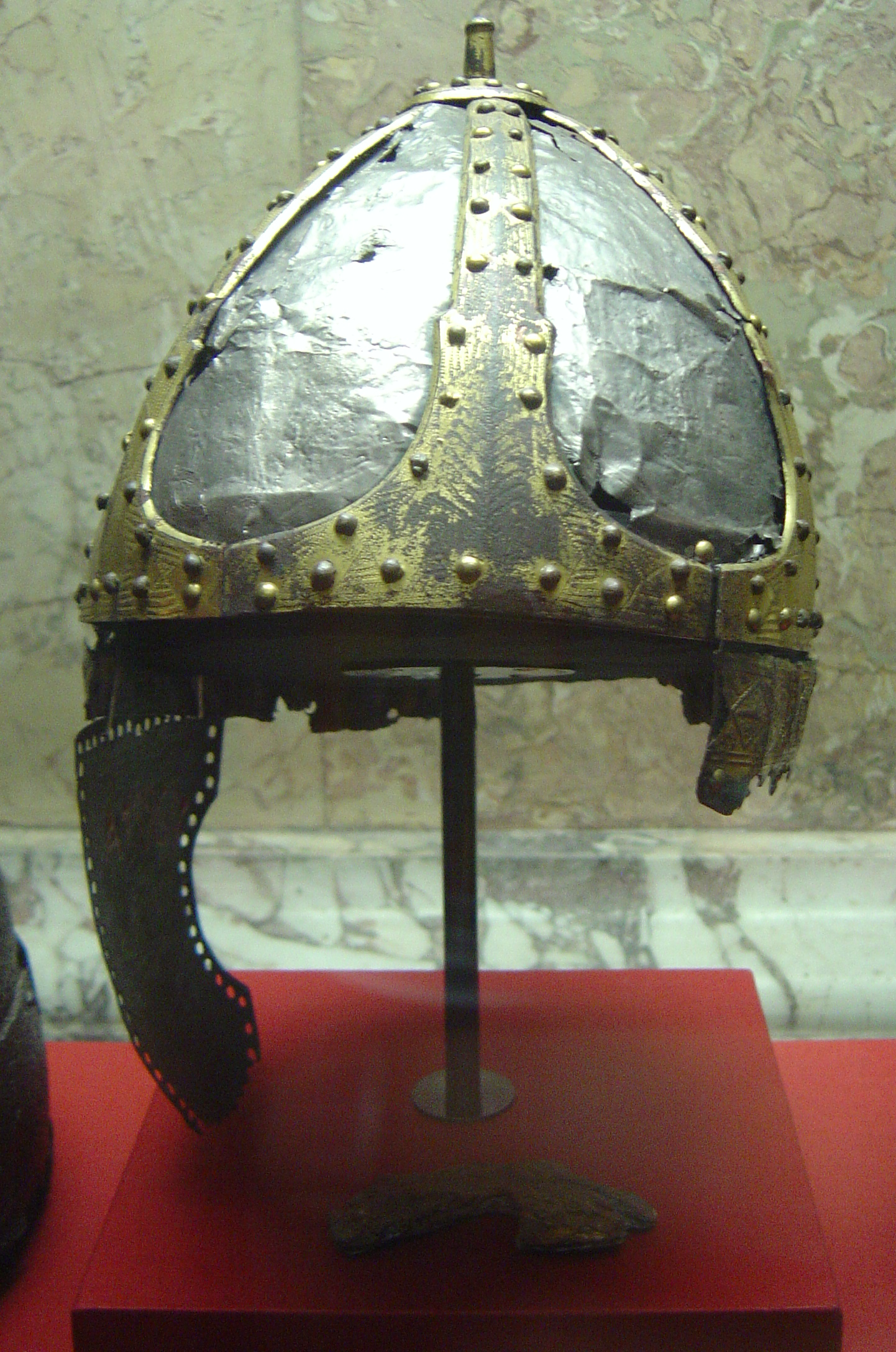
6세기의 스팡겐헬름

스팡겐헬름(독일어: Spangenhelm)은 중세 초기에 개발된 투구로, 중세에 널리 사용되었다. "스팡겐"이란 "잠금쇠"를 의미하는 것으로, 투구 아래쪽에서 꼭대기로 이어지는 잠금쇠가 6 ~ 7장의 강철 또는 청동판을 연결한다. 앞쪽에서 보면 코 보호대가 달려 있고, 철 또는 가죽으로 된 뺨 보호대도 달려있는 경우가 흔하다. 어떤 스팡겐헬름은 현대의 안경테와 같은 모양의 눈 보호대가 달려있기도 했다.
스팡겐헬름은 지금의 러시아 및 우크라이나 지방을 통해 유럽에 유입되었으며, 유라시아 대초원에 살던 스키타이, 사르마티아 등 아리아계 유목민족들에 의해 널리 퍼졌다. 6세기경 스팡겐헬름은 유럽과 중동에서 가장 흔한 투구였으며, 9세기까지도 현역으로 사용되었다. 이후 스팡겐헬름은 나살 헬름, 케틀햇, 그레이트 헬름, 카스크 등의 투구로 대체되었다.